# Elica

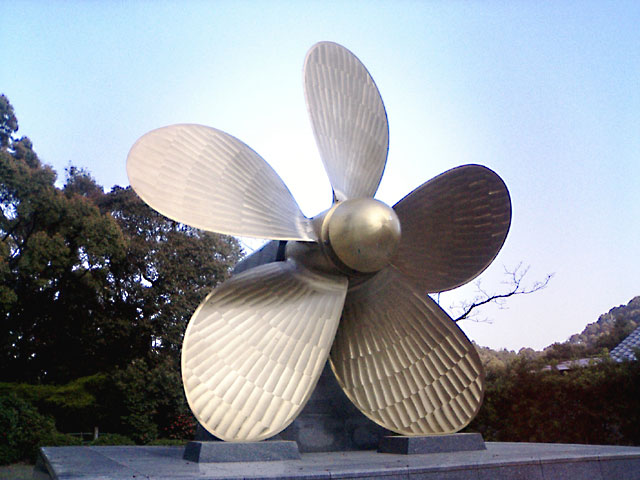
Monumento raffigurante un'elica

L'elica (o elica propulsiva o propulsore ad elica) è un organo intermediario in grado di trasformare la potenza meccanica di un albero rotante in variazione della quantità di moto di un fluido, allo scopo di generare una propulsione (spinta) secondo il principio di azione e reazione.
Il moto impresso al fluido è detto elicoidale e risulta essere la combinazione di un moto traslatorio rettilineo, lungo l'asse, e di un moto rotatorio intorno al predetto asse. 
Le eliche, per la loro apparente semplicita` realizzativa, sono estremamente diffuse ed utilizzate sia la propulsione in ambito nautico ed aeronautico, nonché per l'impiego anche per lo spostamento di masse di fluido (aria, acqua), ovvero nel settore della ventilazione, da cui i ventilatori, indispensabili per il condizionamento ambientale (scambio termico con talune superfici radianti); pertanto sono impiegate in tutti quei dispositivi meccanici (motori, compressori, scambiatori per elettrodomestici, elettronica, etc...) che hanno la necessità di operare uno scambio termico tra il dispositivo in questione ed il fluido movimentato o, semplicemente, generando un ricambio di quest'ultimo. 

## Caratteristiche generali

### Forma e struttura
Un'elica è costituita da due o più elementi fluidodinamici chiamati pale, le quali si comportano come "ali rotanti" che impongono una variazione di quantità di moto nella stessa direzione della velocità di avanzamento, al contrario delle ali convenzionali, la cui variazione di quantità di moto è normale alla direzione di avanzamento. Le pale sono calettate su un mozzo, quest'ultimo collegato all'albero.
Le caratteristiche geometriche delle pale determinano poi quali saranno le caratteristiche prestazionali del propulsore, con particolare riferimento ai campi di velocità di funzionamento, alla potenza propulsiva e alle caratteristiche del fluido per l'ottimale funzionamento.

Le eliche vengono progettate e costruite con struttura in:
- legno;
- metallo (acciaio, leghe di bronzo o leghe di alluminio);
- materiali compositi e plasici.

### Tipi
Le eliche possono innanzitutto suddividersi sulla base del tipo di fluido nel quale operano:
- Eliche aeronautiche: sono eliche studiate per operare in un fluido gassoso e/o miscele di vapori e gas, come ad es. l'aria. Data la scarsa densità di quest'ultima, le eliche aeronautiche sono caratterizzate soprattutto da alte velocità di rotazione e periferiche delle pale, nonché da ridotti spessori relativi e corde delle pale stesse.
- Eliche marine: al contrario delle precedenti, queste agiscono all'interno di un fluido pesante o liquido, come l'acqua e, pertanto, date le maggiori densità, tali eliche sono caratterizzate da velocità di rotazione più basse e da pale più espanse nel senso della loro corda.

Le eliche si possono poi suddividere anche in base alla loro modalità di funzionamento:
- Eliche traenti: sono eliche poste sulla parte anteriore del mezzo da muovere e, perciò, studiate per fornire la propulsione aspirando il fluido indisturbato che si trova a monte del mezzospingendolo nella direzione opposta d'avanzamento (quindi spingendolo sulle superfici esposte del mezzo). Si preferisce per semplicità schematizzare tale modalità di funzionamento sotto forma di trazione: sono di questo tipo la maggior parte delle eliche utilizzate sugli aeromobili e alcune moderne applicazioni marine utilizzate sulle navi.
- Eliche spingenti: sono analoghe alle traenti, ma collocate nella parte posteriore del mezzo. Perciò esse incontrano anteriormente un fluido in moto non uniforme che risente del passaggio tra le superfici fluidodinamiche del mezzo. Su tale moto l'elica produce un effetto omogeneizzante e pertanto risulta più semplicemente schematizzabile la sua azione sotto forma di spinta anziché trazione. Di questo tipo sono la grande maggioranza delle eliche marine utilizzate su tutti i tipi di imbarcazioni e alcune applicazioni aeronautiche (in particolare nei prototipi dell'inizio del XX secolo e su molti velivoli canard).
- Eliche portanti: spesso denominate anche "rotori", al contrario delle precedenti questo tipo di eliche fornisce una spinta sostentatrice grazie alla loro rapida rotazione, cioè opposta alla forza di gravità; sono perciò utilizzate sugli elicotteri ed autogiri.

### Parametri geometrici dell'elica

Profilo di una pala, ove:
β è l'angolo di calettamento geometrico;
α è l'angolo d'attacco;
α_{i} è l'angolo di incidenza indotta;
V_{t} è la velocità di rotazione della sezione d'elica;
V_{o} è la velocità di moto;
V_{r} è la velocità relativa;
V_{e} è la velocità effettiva;
w è la velocità indotta.

Le eliche sono caratterizzate da una serie di parametri geometrici utili per descriverne le principali proprietà e comportamenti. 
- Passo - è la grandezza che esprime la distanza percorsa da un'elica in un giro completo (2π rad o 360°); la si esprime come:
  - passo geometrico, che è la distanza teoricamente percorsa, trascurando il regresso del fluido e, perciò, corrispondente alla distanza che l'elica percorrerebbe se si muovesse all'interno di un corpo solido (la formulazione matematica del passo geometrico è: p = tan(β)*2π*r; si noti che non compare la velocità di avanzamento); inoltre un'elica puo` essere:
    - a passo uniforme se ogni sezione presenta lo stesso valore del passo nel senso radiale, ovvero il calettamento geometrico delle sezioni non cambia all'aumentare della distanza dal mozzo;
    - a passo vario o passo non uniforme se le sezioni presentano valori diversi del passo in senso radiale (in genere diminuisce);
    - a passo fisso se il valore del passo geometrico non può essere cambiato con elica ferma o in movimento;
    - a passo variabile se esso può essere modificato tramite servomeccanismi durante il funzionamento;

  - passo reale, che è invece l'avanzamento effettivo dell'elica dopo un giro in condizioni normali ed è sempre inferiore al passo geometrico (e ovviamente dipende dalla velocità di avanzamento).
- Regresso - è definito come la differenza tra il passo geometrico ed il passo reale; non è mai nullo.
- Corda o corda locale - è il parametro rappresentativo della larghezza del profilo e risulta variabile con la distanza dal mozzo, a causa del fatto che la velocità lineare a cui è soggetta l'elica varia con il raggio; il disassamento laterale del centro della corda rispetto al raggio dà il rovesciamento (o skew) della pala.
- Velocità di rotazione, è la velocità tangenziale (ossia nel piano dell'elica) con cui una data sezione della pala, posta a distanza "r" dall'asse di rotazione, ruota attorno all'asse stesso, ovverosia:

{\displaystyle {\vec {V}}_{t}={\vec {\omega }}\times {\vec {r}}={\frac {2\pi \,n}{60}}r{\hat {t}}}
dove "ω" è la velocità angolare espressa in [rad/s], "r" la distanza dall'asse di rotazione in [m], "n" il numero dei giri al minuto (convertito in [rad/s]) ed infine il versore t indica la direzione tangenziale al disco dell'elica per la sezione usata.
- Velocità relativa, è la velocita` ottenuta sommando vettorialmente alla velocità di traslazione nel senso del moto la precedente velocità di rotazione.
- Velocità effettiva, la somma della velocità relativa e la velocità indotta.
- Angolo di calettamento o angolo di calettamento geometrico, ovvero l'angolo che la corda forma con il piano dell'elica, perpendicolare all'asse del mozzo: la variazione dell'angolo di calettamento al variare della distanza dal mozzo è detta svergolamento.
- Angolo di calettamento aerodinamico, ovvero l'angolo tra l'asse di portanza nulla del profilo dell'elica forma con il piano dell'elica, cioè l'angolo con cui il fluido indisturbato intercetta il profilo fluidodinamico.
- Angolo d'attacco, angolo di incidenza o angolo di incidenza locale, angolo tra la velocità effettiva e la corda del profilo.
- Il rapporto di funzionamento, indicato generalmente con "γ", è definito come il rapporto:

{\displaystyle \gamma ={\frac {V}{nd}}}
dove "V" indica la velocità assiale di traslazione dell'elica in [m/s], "n" sono i giri al minuto dell'elica (convertito in [rad/s]) e "d" il diametro dell'elica in [m]; si ricorda che il rapporto di funzionamento e` adimensionale.
Rendimento effettivo, definito come il rapporto tra la potenza utile prodotta dal sistema e la potenza assorbita:
{\displaystyle \eta _{e}={\frac {\Pi _{u}}{\Pi _{a}}}={\frac {TV}{2\pi fQ}}}
dove T rappresenta il valore della spinta, V la velocità, f la frequenza dell'elica e Q il momento resistente dell'elica.
- Rendimento propulsivo, definito come il rapporto tra la potenza utile prodotta dal sistema e la potenza necessaria ad impartire alla massa di fluido agente sul motore, nell'unità di tempo, la variazione di quantità di moto che produce la spinta.

## Eliche aeronautiche

L'elica di un aeroplano Macchi M.C.202.

L'elica deve avere la stessa portanza lungo tutto il braccio, e quindi la medesima spinta. Premesso che la portanza è direttamente proporzionale all'angolo d'attacco e l'angolo d'attacco varia con la velocità; essendo la velocità periferica delle pale crescente dal mozzo verso l'estremità, per mantenere costante la portanza dovrà essere per forza modificato il calettamento. Ed è per questa ragione che l'elica si presenta svergolata, cioè con un calettamento variabile dal mozzo verso l'estremità. Cioè il calettamento diminuisce man mano che aumenta sul profilo dell'elica la velocità periferica allontanandosi dal mozzo.
Il passo geometrico trascura la velocità residua dovuta al suo moto nel fluido, che può essere maggiore, uguale o minore di zero. In campo aeronautico, immaginando l'aria densa a tal punto da muovere un aereo talmente leggero da non opporre resistenza, dopo un giro l'elica avrà percorso il suo passo geometrico; in altre parole è la distanza che percorrerebbe l'elica qualora si "avvitasse" in un medium solido per un giro.
Con l'aereo fermo prima di dare manetta per partire, i giri che l'elica compie hanno tutti passo reale uguale a zero. Appena l'aereo si muove l'elica aumenta i suoi passi reali giro dopo giro. Passata una certa velocità il passo reale può essere maggiore del passo geometrico. In questo caso l'elica frena.
Dal momento che, come è facile dedurre anche intuitivamente, la potenza che l'elica può assorbire e convertire in spinta aumenta all'aumentare del numero di giri, del diametro e (entro certi limiti) del passo geometrico, può sembrare che si possa scegliere arbitrariamente, per una data potenza, una qualsiasi combinazione di parametri; in realtà la scelta di un'elica frutto di un processo di valutazione molto attento.
In prima battuta, si può dire che generalmente un'elica di maggiore diametro è più efficiente, ma nell'aumentare il diametro si riscontra un primo importante limite: è fondamentale che le punte delle pale dell'elica non raggiungano la velocità del suono altrimenti il rendimento diminuirebbe e si innescherebbero pericolose vibrazioni e sollecitazioni dovute alle onde di compressibilità. I piccoli motori aeronautici in genere non superano i 3 000 giri al minuto al massimo, e quelli che raggiungono i 5 000-6 000 giri usano un riduttore, che è invece sempre presente nei turboelica, perché le turbine lavorano ad una frequenza di rotazione molto più elevata (in un motore a reazione di un aereo di linea il complesso di alta pressione – turbina AP e compressore AP – raggiunge i 50 000 giri al minuto). Delle eliche supersoniche sono state testate, ma davano luogo a notevoli inconvenienti tra cui un rumore talmente assordante da incapacitare in breve tempo piloti e personale di terra. Nella pratica, si fa in modo che le estremità delle pale raggiungano una velocità periferica nell'intorno dei 250 metri al secondo.
Fissato quindi questo primo parametro, rimane da stabilire se, per una data potenza, utilizzare un'elica di grande diametro e passo "corto" oppure un'elica più piccola col passo "lungo". Bisogna tenere presente che la condizione di lavoro ottimale per un'elica si ha quando le pale operano alla loro incidenza di massima efficienza, il cui valore è di circa 5 gradi. La massima efficienza di un profilo alare massimizza la portanza rispetto alla resistenza, e questo si traduce, per un'elica, la massima spinta rispetto alla coppia resistente. In un'elica a passo fisso, però, la velocità di traslazione si compone vettorialmente con la velocità tangenziale delle pale, e di conseguenza l'incidenza delle pale diminuisce all'aumentare della velocità, e l'elica tenderà a guadagnare giri. Di conseguenza, un'elica di grande diametro e passo corto avrà la massima efficienza per il decollo e la salita, ma il suo rendimento decade velocemente con la velocità di volo, e tenderà ad andare fuori giri. Un'elica con minore diametro e passo lungo, d'altro canto, lavorerà in maniera inefficiente a bassa velocità, con le pale prossime allo stallo e senza prendere i pieni giri, ma darà il meglio una volta raggiunta la crociera veloce.
Anche intuitivamente comunque, è facile apprendere che, esagerando in ambedue le direzioni, si otterrebbero "agitatori d'aria" che assorbirebbero potenza dal motore senza tradurla in spinta utile.
Un'elica a passo fisso è dunque sempre un compromesso tra le prestazioni di decollo e quelle di crociera, e viene utilizzata in genere nei velivoli che volano a velocità di non oltre i 200 - 220 km/h, dove la variazione di giri dell'elica con la velocità di volo è poco sensibile; in questi casi in genere si monta un'elica che permette di raggiungere circa il 90% dei giri massimi a velivolo fermo, ed è un margine sufficiente per evitare il fuorigiri.
Qualora la potenza sia tale che una volta fissati i giri e il diametro massimo, si dovrebbe impiegare un passo eccessivo, rimane l'ultima opzione: aumentare il numero delle pale. Le eliche aeronautiche possono avere, in genere, da due a sei pale. Solitamente gli aerei più piccoli e meno potenti hanno due o tre pale. Raramente i monomotori a pistoni hanno quattro pale. I turboelica invece adottano spesso anche quattro o sei pale, come gli ATR. Anche per gli elicotteri il numero di pale varia da due a sei a seconda della potenza. Per questo motivo, ai motori più potenti, si associano eliche piccole ma con più pale. Se le punte delle pale superassero velocità critiche anche le sollecitazioni sarebbero eccessive. Occorre tenere presente che le punte delle pale dell'elica di un normale aereo monomotore possono essere sottoposte ad un'accelerazione centrifuga di oltre 5 000 g (circa 50 000 m/s2: una massa di grammo posto sulla punta della pala avrebbe un peso apparente di 5 kgf).
Per superare i compromessi delle eliche a passo fisso, sono state sviluppate le eliche aeronautiche a passo variabile, l'inclinazione delle pale viene modificata tramite dei servomeccanismi, per ottenere il massimo rendimento in un certo intervallo di velocità: infatti se il velivolo aumenta la velocità, diminuirà di conseguenza l'angolo d'incidenza della generica sezione dell'elica e, per mantenerlo costante, bisognerà aumentare il passo.
Sebbene le eliche a passo variabile "manualmente" sono talvolta utilizzate su velivoli ultraleggeri di fascia intermedia, la stragrande maggioranza di eliche a passo variabile per l'aviazione generale ed i velivoli ultraleggeri di fascia alta, sono del tipo "a giri costanti", dove è presente un regolatore centrifugo idraulico o un motore passo-passo gestito elettronicamente per mantenere costante il numero di giri impostato dal pilota.
Il meccanismo di azionamento varia leggermente a seconda del tipo di velivolo. Nei monomotori a pistoni, le forze centrifughe e aerodinamiche tendono a portare naturalmente l'elica al passo minimo, mentre viene sfruttata la pressione dell'olio motore, regolata dal regolatore, per azionare un pistone nel mozzo dell'elica per portare le pale verso il passo lungo. L'equilibrio tra queste forze determina il passo utilizzato. Se il numero di giri tende a discostarsi da quello impostato, il regolatore modula la pressione nel circuito per riportare i giri dell'elica al valore desiderato.
Nei velivoli plurimotori e nei turboelica, invece, le forze agenti sono invertite: questo per consentire all'elica, in caso di avaria motore, di portarsi naturalmente al passo "bandiera" (cioè con le pale parallele al flusso aerodinamico), in modo da ridurre la resistenza del motore in avaria a vantaggio del volo asimmetrico (nei plurimotori) e migliorare le prestazioni di planata (nei monomotori turboelica).

## Eliche marine

### Caratteristiche tecniche

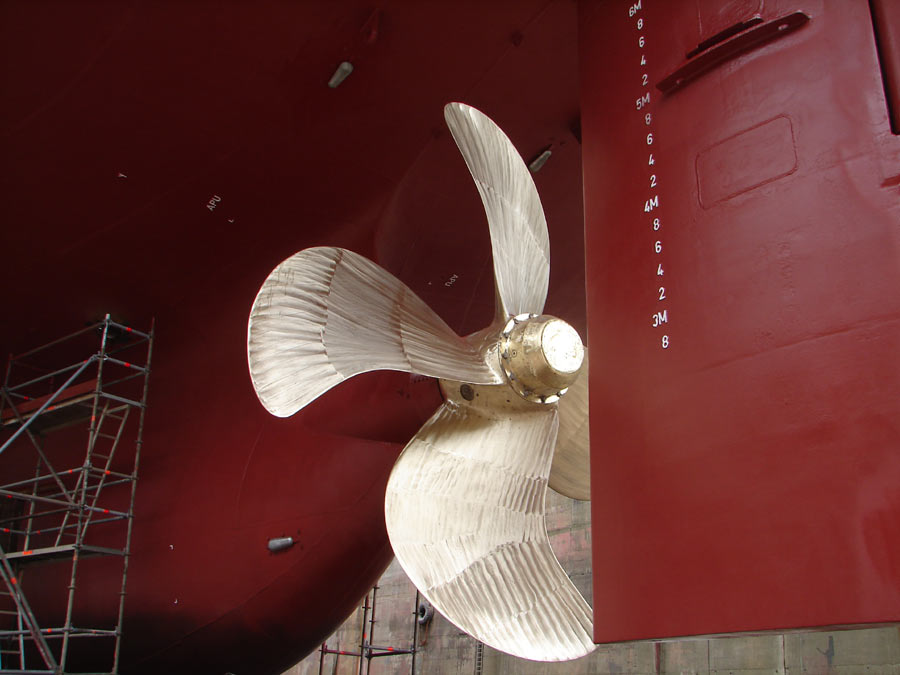
L'elica di una nave

Nel caso di applicazioni marine le eliche devono essere studiate con particolare cura rispetto all'ambiente liquido nel quale andranno ad operare. 
Inoltre, ad esclusione di particolari applicazioni, per ragioni di sicurezza contro l'impatto di corpi esterni, le eliche marine sono sempre poste nella zona poppiera delle imbarcazioni.

Le eliche marine (ad esclusione del caso particolare dei sottomarini), operano in prossimità della superficie di separazione tra due fluidi (aria ed acqua), soggetta alla generazione di fenomeni ondosi.
Questo induce effetti di alterazione sul moto del fluido lungo la carena dell'imbarcazione e sull'elica. Similmente l'elica deve essere posta ad una sufficiente immersione per non incorrere nell'effetto superficie libera, consistente in una massiccia produzione ondosa nella quale va a scaricarsi il campo di pressione prodotto dall'elica, riducendo la spinta prodotta.

Inoltre un'eccessiva vicinanza tra lo scafo e le pale può provocare colpi di pressione ed indurre vibrazioni sull'intero complesso nave-elica. In gergo tecnico, la distanza tra il diametro massimo dell'elica e la carena viene chiamata clearence, termine utilizzato nella letteratura tecnica inglese e americana.

La sensibile differenza di pressione dell'acqua all'aumentare della profondità fa infine sì che le pale dell'elica, nel corso di una rotazione, si trovino ad operare in zone con caratteristiche differenti e differente campo di pressioni, in ciò inducendo ulteriori disuniformità di spinta (spinta laterale) e momenti vibratori estesi all'asse rotante.

#### Cavitazione

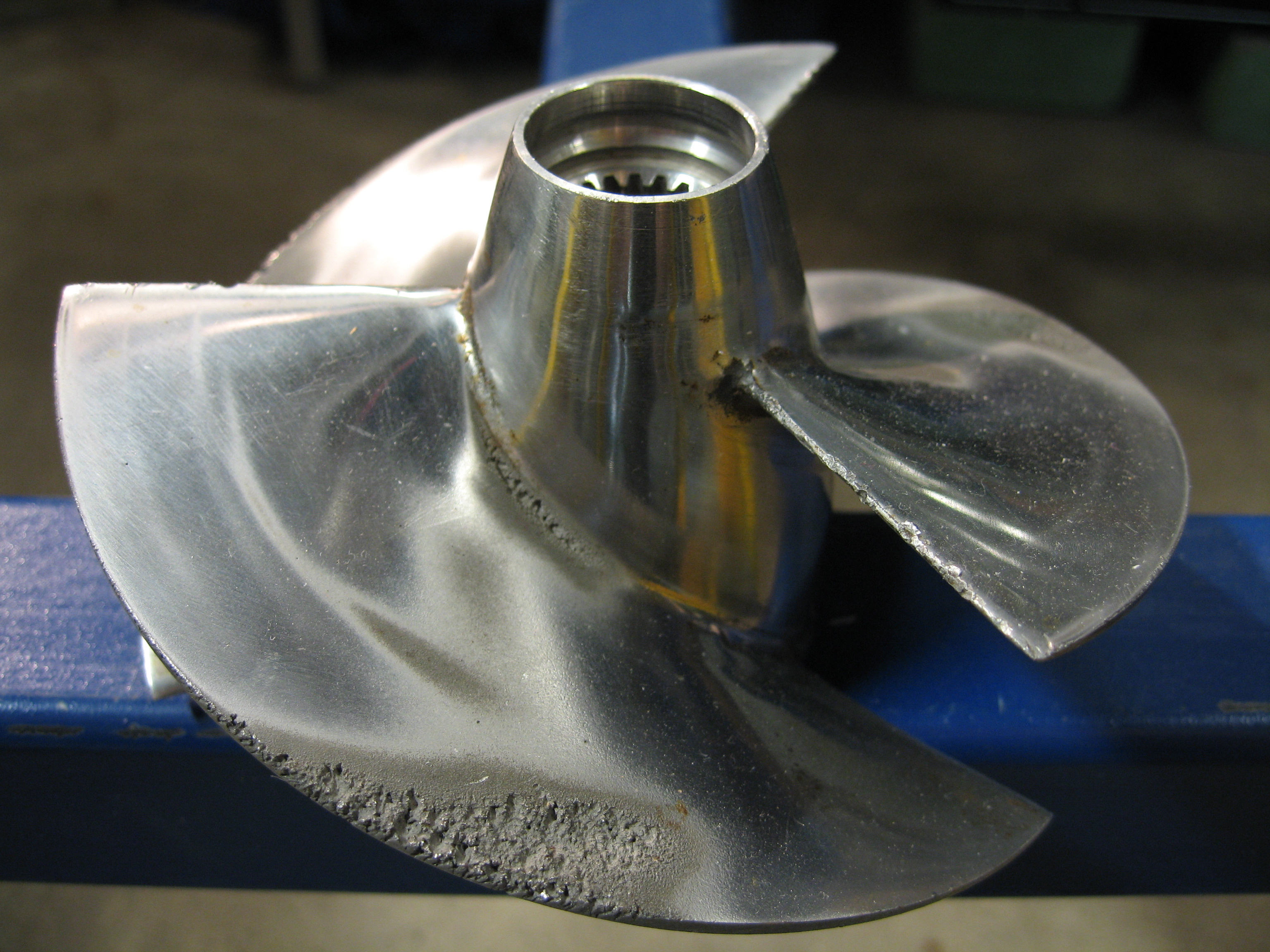
Danni prodotti da cavitazione sulla pala di un'elica marina.

Un particolare fenomeno cui possono andare incontro le eliche marine è la cavitazione, cioè la formazione di micro-bolle di gas nelle zone di massima depressione. Tali micro-bolle, migrando rapidamente verso le zone a maggior pressione finiscono poi per impattare e collassare sulla superficie della pala, provocando un vistoso effetto sia erosivo sia corrosivo, per la reattività dei gas disciolti. I danni provocati da tale fenomeno sono facilmente identificabili con una serie di piccoli e profondi fori nella zona interessata da cavitazione. Inoltre, la scia di bolle altera il campo di velocità e pressioni sulla pala stessa, comportandosi come una sorta di cuscino sul quale devia il flusso di corrente, modificando quindi la portanza della pala ed il rendimento dell'elica.

Per la sua correlazione con la tensione di vapore dell'acqua e dunque alla pressione, la cavitazione risulta legata ai seguenti parametri:
- Immersione - e dunque al battente idrostatico;
- Frequenza di rotazione - e dunque al campo di pressioni generato dalle pale.

La cavitazione può dunque essere combattuta aumentando l'immersione dell'elica, riducendone la frequenza o, in generale, aumentando il rapporto tra spinta ed area espansa, cioè la spinta specifica per unità di superficie (in altre parole utilizzando un'elica con pale più grandi e dunque meno caricate).
Le eliche marine si dividono quindi tra:
- Eliche non cavitanti, progettate per operare in assenza di cavitazione;
- Eliche a limite di cavitazione, progettate per operare normalmente in assenza di cavitazione;
- Eliche supercavitanti, progettate per operare normalmente in presenza di cavitazione;
- Eliche supercavitanti di superficie, progettate per operare ad elevatissimi livelli di cavitazione e con periodiche fuoriuscite in superficie.

#### Parametri delle eliche marine
- Rendimento di elica isolata - rappresenta il rendimento dell'elica in assenza della carena:

{\displaystyle \eta ={\frac {TV}{2\pi nQ}}}
- Rendimento idrodinamico - rappresenta l'effettivo rendimento dell'elica in accoppiamento con la carena:

{\displaystyle \eta ={\frac {TV_{A}}{2\pi nQ}}}
Dove VA = V(1-w) rappresenta la velocità di avanzo, cioè la velocità effettivamente percepita dall'elica e ridotta, rispetto alla reale velocità della nave, per effetto della scia (rappresentata dal coefficiente w).

### Storia

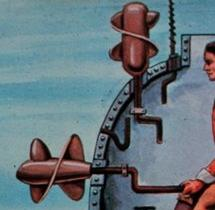
Raffigurazione dell'elica manuale di Bushnell, 1775.

L'elica iniziò a sostituire la propulsione a ruota attorno alla metà del XIX secolo. Già nel 1775 David Bushnell utilizzò per la prima volta un'elica a propulsione manuale nel suo progetto di sottomarino, il Turtle; il 31 ottobre 1829, l'intendente forestale ceco Josef Ressel sperimentò la prima applicazione di propulsione con elica navale, mossa da macchina a vapore, nel porto di Trieste. All'epoca, per andare da Trieste a Venezia ci volevano ben 19 ore. Cercando uno sponsor per costruire una nave a elica, trovò un uomo d'affari inglese che gli rubò i piani e qualche settimana dopo una domanda di brevetto fu depositata in Inghilterra con le stesse caratteristiche. Da lì nacquero gli esperimenti similari condotti nel 1836, da parte di Francis Pettit Smith, e nel 1839, ad opera di John Ericsson, che permise ad una nave di attraversare l'Atlantico in quaranta giorni.
Nel 1849 una gara di "tiro alla fune" tra due navi di uguale potenza ma una con ruota ed una con elica dimostrò definitivamente la convenienza dell'elica.
Le prime applicazioni prevedevano spesso eliche ad una o due pale, spesso molto espanse e quasi sempre in combinazione con la tradizionale ruota, considerata ancora più affidabile. Alla fine dell'Ottocento, comunque, l'elica era già divenuta la soluzione propulsiva principe nelle applicazioni navali.

Accoppiata a partire dalla seconda guerra mondiale coi nuovi motori a combustione interna, l'elica trova recenti e sempre più diffuse applicazioni combinate diesel-elettriche.